# Altarabische Gottheiten
Als altarabische Gottheiten werden Göttinnen und Götter der altarabischen Religion bezeichnet, die von den arabischen Stämmen verehrt wurden, bevor sie sich zum Islam bekannten. Nach islamischer Tradition waren die ersten Araber zur Zeit von Ibrahim und seinem Sohn Ismail Monotheisten. Später aber hätten sie dem wahren Gott andere Götter beigestellt (schirk / شرك / ‚Beigesellung, Polytheismus‘) und begonnen, sie zu verehren und ihnen zu opfern. Bereits in der Sprache des Korans finden sich zwei Wörter, stets im Plural, für die Bezeichnung von Idolen: sanam, Pl. asnam / صنم , أصنام / ṣanam, aṣnām und wathan, Pl. authan / وثن , أوثان / waṯan, auṯān.

## Die Quellen

Felszeichnungen von al-Mukattaba (ca. 3./4. Jh.) mit Götternamen in nordarabischer Schrift.

Über diese vorislamischen Gottheiten gibt es heute nur wenige archäologisch und epigraphisch verwertbare Zeugnisse. Die Primärquellen zur Dokumentation altarabischer Gottheiten auf der Arabischen Halbinsel sind die Materialsammlungen der arabischen Epigraphik, die die Namen vieler Gottheiten verzeichnen, ohne aber über ihre Funktion und Stellung im religiösen Leben der Araber Verwertbares auszusagen. Viele der Funde – meistens Felsinschriften – enthalten bildliche Darstellungen, wie dies die Zusammenstellung der Inschriften von Frederick Victor Winnett zeigt.
Das älteste Zeugnis altarabischer Religion ist ein assyrischer Text des Königs Assarhaddon (681–669 v. Chr), wonach Ḥazaʾil, König der arabischen Qedar, den assyrischen König bittet, ihm seine Götterbilder zurückzusenden, die die Assyrer im Kriege erbeutet hatten. Die Götter sind Atarsamain, Dai, Nuhai, Ruldaiu, Abirilu und Atarquruma. Nur drei dieser Gottheiten tauchen in späteren Quellen auf, so in Inschriften aus Duma in der Triade h-rḍw w-nhy w-ʾtrsm (Ruḍā und Nuhay und ʿAttarsamāʾ). Der griechische Historiker Herodot († 425 v. Chr.) erwähnt in seinen Historien die arabischen Gottheiten Orotalt (III/8) und Alilat (I/131, III/8) und setzt sie mit Dionysos und Aphrodite Urania gleich.

### Das „Götzenbuch“ von Ibn al-Kalbi
Der wichtigste Autor, der ein Werk über die vorislamische Religion und die Idolatrie der Araber verfasst hat, ist der Historiker und Genealoge Ibn al-Kalbī (Hischam ibn Mohammed ibn as-Sa'ib al-Kalbi, * um 737; † 819 oder 821). In seinem Kitab al-Asnam / كتاب الأصنام / kitābu ʾl-aṣnām / ‚Das Götzenbuch‘ beschreibt er die altarabischen Gottheiten und die mit ihnen verbundenen Sitten überwiegend nach mündlichen Überlieferungen seiner Zeit. Die ersten Ergänzungen zum Grundwerk sind am Ende der von Ahmad Zaki Pascha erworbenen und publizierten Handschrift (s. unten) bereits im frühen 12. Jahrhundert eingetragen worden. Dieses Werk haben dann mehrere muslimische Historiker bis in das 13. Jahrhundert hinein ausgewertet, zitiert und in der uns vorliegenden Handschrift mit Randglossen versehen. Auszüge daraus – wenn auch nur paraphrasiert – sind in der Folgeliteratur ebenfalls aus dem 12. und 13. Jahrhundert erhalten. Der Geograph und Literaturhistoriker Yaqut (gest. 1229) übertrug den größten Teil des „Götzenbuches“ von Ibn al-Kalbi in sein geographisches Wörterbuch, verteilt auf die einzelnen Götternamen in der alphabetischen Anordnung seines Werkes.
Der deutsche Orientalist Julius Wellhausen hat in seinem heute noch maßgeblichen Werk Reste arabischen Heidentums die von Yaqut nach Ibn al-Kalbi zitierten Angaben zum vorislamischen Götzenkult ausgewertet und damit erstmals eine wertvolle Monographie über die altarabischen Gottheiten der vorislamischen Zeit vorgelegt. Das Original blieb allerdings weiterhin verschollen.

Blatt aus dem „Götzenbuch“ mit Randglossen

Zu Beginn des 20. Jahrhunderts gelang es dem ägyptischen Forscher Ahmad Zaki Pascha, auf die bis heute einzige Handschrift von Ibn al-Kalbis „Götzenbuch“ in der Privatsammlung eines algerischen Gelehrten zu stoßen und sie durch Kauf zu erwerben. Die bis dahin unbekannte Handschrift stellte er auf dem Weltkongress der Orientalisten in Athen im Jahre 1912 erstmals der Öffentlichkeit vor. 1914 erschien in einer sorgfältigen Edition die erste Auflage: Ibn el Kalbi: Le livre des idoles (Kitab el Asnam). Der Herausgeber zählt im Anhang zur Edition (S. 107–111) 49 weitere Idole auf, die bei Ibn al-Kalbi nicht erwähnt sind. Eine originalgetreue Neuausgabe als Nachdruck dieses Werkes besorgte die Orientalistin Rosa Klinke-Rosenberger mit einer deutschen Übersetzung und einem reichhaltigen Kommentar: Das Götzenbuch. Kitāb al-aṣnām des Ibn al-Kalbī. Leipzig 1941. Diesem Buch wurden die untenstehenden Zitate nach Ibn al-Kalbi entnommen.
Die englische Übersetzung des Werkes hat Nabih Amin Faris (Princeton 1952) mit wissenschaftlichen Anmerkungen besorgt. Wahib Atallah hat das Buch ins Französische übersetzt und kommentiert: Les Idoles de Hicham Ibn al-Kalbi. Paris 1969.

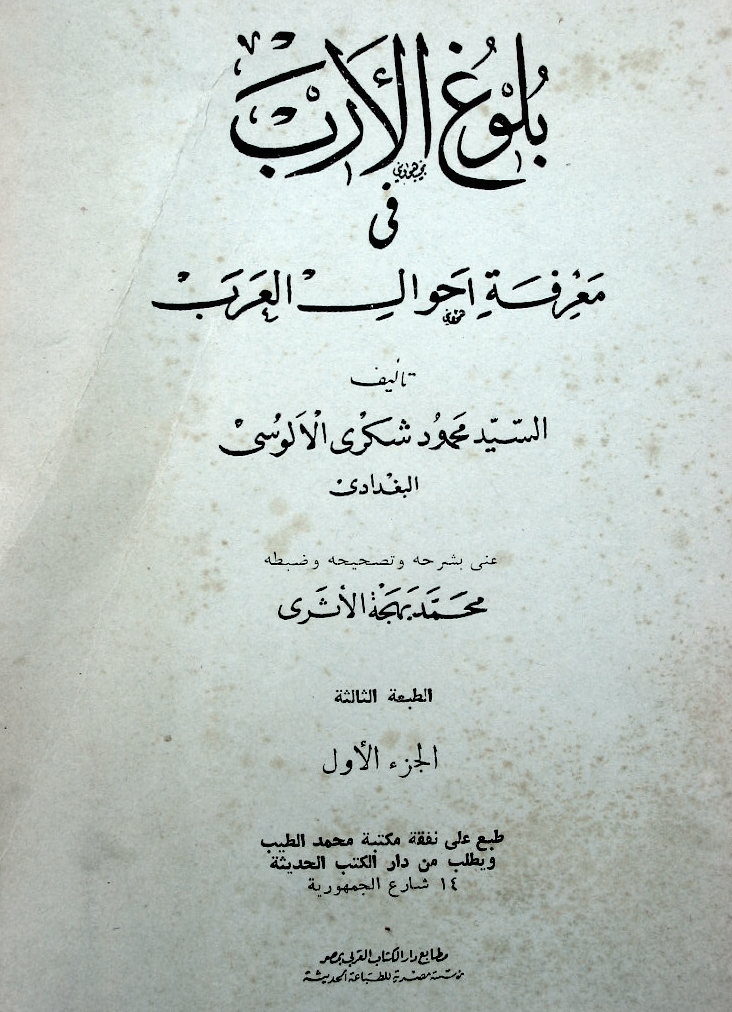
Titelblatt des Werkes (Bd. I.) von al-Alusi

Die frühen Exzerpte aus Ibn al-Kalbis Werk in den Schriften arabischer Geneologen des 11. und 12. Jahrhunderts – nicht aber das von Ahmad Zaki Pascha publizierte Original – verarbeitete der irakische Gelehrte Mahmud Shukri al-Alusi محمود شكري الآلوسي / Maḥmūd Šukrī al-Ālūsī († 1924) in seinem heute nunmehr „klassischen“ Bulugh al-arab fi ma'rifat ahwal al-'arab / بلوغ الأرب في معرفة أحوال العرب / Bulūġ al-arab fī maʿrifat aḥwāl al-ʿarab / ‚die Erreichung des Ziels bei der Kenntnis der Lebensumstände der Araber‘, gedruckt in drei Bänden in Bagdad 1314 H. Neudruck in Kairo 1342 H (3. unveränderte Auflage), ein Werk, das heute wegen seiner Bedeutung zu den bibliographischen Raritäten im Orient zählt.
Zweifelsfrei stellt das Götzenbuch des Ibn al-Kalbi eine religionsgeschichtlich wertvolle Quelle dar. In der historisch bedeutsamen Epoche des Übergangs von der Dschāhilīya zum Islam im 7. Jahrhundert hat es „bei dem Problem des Religionswechsels ein ganz gewichtiges Wort mitzureden“. Die Darstellungen werden von zahlreichen Gedichten über die Gottheiten begleitet, deren Ursprünge nach dem heutigen Forschungsstand weit in die vorislamische Zeit zurückreichen. Das Götzenbuch ist eine grundlegende Quelle für das Verständnis ältester Religionsverhältnisse der Araber in der vorislamischen Zeit. Die vom Verfasser überlieferten Gedichte „...bieten einen Einblick in viele primitive Gebräuche des heidnischen Arabiens, die viele alte, charakteristische Formen dieser Religionsstufe überliefern.“
Ein weiteres Werk aus dem 9. Jahrhundert dürfte den vorislamischen Götzenkult, wie der Buchtitel darauf schließen lässt, ebenfalls sehr detailliert behandelt haben. Der Autor war ein gewisser 'Ali ibn al-Husain ibn Fudail und sein Buch hieß: الأصنام وما كانت العرب والعجم تعبد من دون الله / al-aṣnām wa-mā kānat al-ʿarab wa-ʾl-ʿaǧam taʿbudu min dūni ʾllāh / ‚Die Götzen und was die Araber und Nichtaraber mit Ausschluss Gottes verehrt haben‘. Der Bagdader Buchhändler Ibn al-Nadim († gegen 995) verzeichnet dieses Werk noch in seinem „Index“.

### Die Prophetenbiographie von Ibn Ishaq
Die Sira von Ibn Ishāq ist das älteste Werk zur Darstellung des Lebens von Mohammed. Es enthält grundlegende Informationen vor allem über die vorislamischen Idole der Mekkaner, die in und außerhalb des Heiligtums der Kaaba الكعبة / al-Kaʿba in Mekka aufgestellt und in der gesamten mekkanischen Periode der Prophetie – und dann bis zur Eroberung Mekkas im Jahre 630 durch die Muslime der medinensischen Gemeinde – von den Polytheisten verehrt worden sind. Diese Berichte konzentrieren sich vor allem auf Erzählungen über die Vernichtung vorislamischer Gottheiten in Mekka und dessen Umgebung nach der Eroberung der Stadt im Januar 630.

### Die islamische Universalgeschichte
Vor allem at-Tabarī in seiner berühmten und umfassenden annalistischen Geschichte des Islams zitiert Nachrichten in der Überlieferung seiner Vorgänger über den Götzenkult der vorislamischen Araber. Sein Werk liegt heute in englischer Übersetzung vor. Andere Kompilatoren wie al-Balādhurī im 3. und Ibn ʿAsākir im 6. muslimischen Jahrhundert (9. bzw. 12. Jahrhundert n. Chr.) haben zu den alten Inhalten nichts Neues beigetragen.
In dieser Hinsicht bilden die wertvollen Angaben des ägyptischen Historikers al-Maqrizi (1364–1442) eine Ausnahme. Der Verfasser überliefert in seinem nur handschriftlich zugänglichen Werk al-Khabar 'an al-baschar / الخبر عن البشر / al-ḫabar ʿani ʾl-bašar / ‚Die Nachricht(en) über die Menschheit‘ einige Berichte über die Idole der Medinenser am Vorabend des Islam nach älteren Quellen aus der Stadtgeschichte Medinas, die Ibn al-Kalbi offenbar nicht bekannt gewesen sind. Er nennt die Namen von Idolen, die bei den Stämmen der Aus und Chazradsch und in ihren Unterstämmen verehrt worden sind. Der Kult um einige Götzen war nur auf einzelne Familien beschränkt.

### Die Stadtgeschichte von Mekka
Das älteste erhaltene Werk über die Geschichte Mekkas geht auf Al-Azraqī († 837) zurück: أخبار مكة وما جاء فيها من الآثار / aḫbār Makka wa-mā ǧāʾa fī-hā min al-āṯār / ‚Die Geschichte der Stadt Mekka und ihre Denkmäler‘. Es ist in der Bearbeitung seines Enkels Muḥammad ibn ʿAbdallāh ibn Aḥmad al-Azraqī († 865) erstmals vom deutschen Orientalisten Ferdinand Wüstenfeld publiziert worden. Der Verfasser liefert über den Götzenkult zahlreiche Nachrichten, die im mekkanischen Gelehrtenleben noch in seiner Zeit kursierten, die bei Ibn al-Kalbī allerdings nicht erhalten sind. Die legendenhaften Erzählungen über den Ursprung des mekkanischen Heiligtums in der vorislamischen Zeit werden in zum Teil kontroversen Überlieferungsvarianten und aus der Sicht des islamischen Monotheismus dargestellt.

## Die Geschichte der Idolatrie bei den Arabern
Da die Arabische Halbinsel, mit Ausnahme Südarabiens, archäologisch kaum erschlossen ist und die Idole beim Aufkommen des Islam schon in der Zeit Mohammeds vernichtet worden sind, kann die Entstehung des Götzenkultes nur anhand legendenhafter Berichte aus der Feder islamischer Geneologen, vor allem Ibn al-Kalbi und Ibn Ishaq aufgezeigt werden. Hinzu kommen einige Überlieferungsfragmente in der Koranexegese über diejenigen Koranverse, in denen von den vorislamischen Idolen und den heidnischen Sitten der Araber die Rede ist.
In Sure 3, Vers 96–97 ist das Gotteshaus in Mekka – die Kaaba – das ursprüngliche Zentrum des Monotheismus:
„Das erste (Gottes)haus, das den Menschen aufgestellt worden ist, ist dasjenige in Bakka (d.i. Mekka), (aufgestellt) zum Segen und Rechtleitung für die Menschen in aller Welt. In ihm liegen klare Zeichen vor. (Es ist) der (heilige) Platz Abrahams.“
Gemäß Koran und den islamischen Prophetenlegenden (qisas al-anbiyāʾ) ist der von Abraham und Ismael gegründete Monotheismus von den Arabern selbst verfälscht und in die Anbetung von Idolen umgewandelt worden. Hierfür macht die islamische Geschichtsschreibung einen gewissen 'Amr b. Luhaiy vom Stamme der Khuza'a verantwortlich, dessen Identität und Historizität allerdings nicht nachprüfbar sind. „Der erste, der die Religion Isma'ils (Heil sei über ihm) änderte und die Götzensteine aufstellte (…) war ʿAmr b. Rabīʿa, d. i. Luḥaij (…), und er ist der Vater von Ḫuzāʿa.“
Die in Sure 5, Vers 103 erwähnten und verurteilten Arten der unblutigen Tierweihe führt die Koranexegese genauso auf diesen 'Amr ibn Luhayy zurück, wie die in Sure 71, Vers 23 genannten fünf Idole bei Dschidda, die 'Amr in Mekka eingeführt haben soll (siehe unten). Weitere Götzen soll er aus Mesopotamien nach Mekka eingeführt und fünf davon in Mina, das durch Mohammed im frühen 7. Jahrhundert als Station der islamischen Wallfahrt sanktioniert worden ist, aufgestellt haben. Auch Hubal, den Hauptgott der Mekkaner (siehe unten) soll 'Amr b. Luhayy aus Balqa' eingeführt haben.

### Heilige Orte, heilige Steine, heilige Bäume

#### Heilige Orte
Diesen Idolen wurden heilige Bezirke الحمى , حمى / ḥiman, det. al-ḥimā, – abgeleitet aus der gemeinsemitischen Wurzel ḥ – m – y „schützen, hüten – geweiht“, wo sich oft eine Quelle oder ein Brunnen befand, in denen kein Baum gefällt und kein Tier getötet werden durfte. Tiere, die in einem solchen Bezirk weideten, verfielen der Gottheit. Das heilige Gebiet, der Temenos, ist die ältere Form der Götzenverehrung; die Nomaden bauten den Gottheiten erst später ein Haus (bait). In den Heiligtümern wohnen sowohl die Götter als auch die Dämonen. Das Ḥimā ist somit in zweierlei Hinsicht Tabu. Die Quraisch haben für die Gottheit al-'Uzzā eine ganze Bergschlucht für Ḥimā erklärt. Hima-Bezirke hat man mit Steinen abgegrenzt und markiert, um dadurch auf das Tabu aufmerksam zu machen. Selbst der Prophet Mohammed hat ein Weidegebiet für „Ḥimā“ erklärt, wo nur Kamele und Pferde der Muslime weiden durften, die man in den Kriegs- und Beutezügen einzusetzen pflegte. Dem frei weidenden Vieh der Muslime war der Zutritt untersagt. Dadurch wurde ein alter Brauch aus der vorislamischen Zeit sanktioniert und durch die Feststellung: „kein Ḥimā außer für Gott und seinen Gesandten“ in der islamischen Jurisprudenz als bodenrechtliche Norm verankert und als Prophetenspruch von al-Buchārī in seine Hadith-Sammlung aufgenommen
Noch heute gibt es im Asir und in der Tihama solche Ḥimā-Gebiete, die nur beschränkt bewirtschaftet werden dürfen (z. B. Bienenzucht). Obwohl ihnen kaum noch religiöse Bedeutung zukommt, bilden sie in der hochempfindlichen arabischen Vegetation eine Art Schutzreservat, das zum Überleben des Stammes wichtig ist. Sie werden mittlerweile von der Regierung als Naturreservate akzeptiert.

#### Heilige Steine
Die Araber besaßen keine Götterbilder, sondern verehrten heilige Steine (Baityl), die meist unbearbeitet blieben. Diese wurden berührt, geküsst und umkreist: nach Ibn al-Kalbi nannte man den Umlauf tawaf طواف / ṭawāf – wie im Islam – oder, vor allem in der vor- und frühislamischen Poesie, dawar. دوار / dawār.
Solche Steine nannte man al-ansab الأنصاب / al-anṣāb; Ibn al-Kalbi schreibt: „Die Araber besaßen staubfarbige Steine, die sie aufgestellt hatten. Sie umkreisten sie und opferten bei ihnen. Sie nannten sie al-anṣāb“. Bei den Kultsteinen wurden Tiere geopfert und jene mit dem Blut besprengt oder bestrichen. Solche Steine werden schon von Herodot beschrieben.
Die Kaaba (الكعبة) in Mekka – nach islamischem Glauben von Ibrahim errichtet und angeblich himmlischen Ursprungs – war bereits in vorislamischer Zeit ein bedeutendes Heiligtum. Muhammad ibn Saʿd berichtet, dass der Stein ursprünglich auf dem Berg Abu Qubais bei Mekka verehrt wurde; erst vier Jahre vor Mohammeds ersten Offenbarungen stellten die Quraisch den schwarz gewordenen Stein in der Stadt auf. Der Koranexeget Mudschāhid ibn Dschabr erklärt die Farbe des Steines mit der Sitte der Polytheisten, die den Stein mit Blut zu beschmieren pflegten. Somit erfüllte dieser Stein die Funktion anderer ansab. Innerhalb des heiligen Bezirkes befand sich nicht nur der berühmte schwarze Stein, sondern auch die Figur des Hubal aus rotem Karneol und der heilige Brunnen Zamzam. Die „ansab“ waren unbehauene Steine, die man in Privathäusern/Zelten aufstellte; nach und nach sind sie durch Idole (ṣanam/aṣnām) als geformte Statuen ersetzt worden. Nach Auskunft von al-Azraqi gab es in Mekka am Vorabend des Islams kein Haus ohne Idol.
Gemäß dem Bericht von al-Maqrizi (siehe oben) gab es in Yathrib Idole, die vom gesamten Stamm oder von Großfamilien des Stammes gemeinsam in öffentlichen Kulthandlungen verehrt wurden. Sie waren am Versammlungsort, am sog. madschlis مجلس / maǧlis, unter Aufsicht des Stammesführers aufgestellt. Idole für persönliche Zwecke sind im vorislamischen Mekka hergestellt und verkauft worden.

#### Heilige Bäume
Nicht nur Steine und außergewöhnliche Felsenformationen, sondern auch Bäume und Quellen genossen bei den vorislamischen Arabern besondere Verehrung. Die Göttin al-ʿUzzā lebte in drei Samura-Bäumen. Eine heilige Dattelpalme stand in Nadschran und wurde mit Kleidern behängt, so auch ein anderer Baum bei Mekka. Einige Idole in Form imposanter Bäume wurden geschmückt und mit Waffen, Straußeneiern oder bunten Stoffresten behängt. Man nannte sie Dhāt Anwāt: Baum, den man behängt. Der in Sure 48, Vers 18 genannte Baum bei al-Hudaibiya, wo Mohammed mit den Mekkanern den bekannten, befristeten Waffenstillstand abschloss, wurde bald zum Gegenstand der Verehrung. Der zweite Kalif ʿUmar ibn al-Chattāb ließ den Baum fällen, damit er nicht wie die Götzen al-Lāt und al-ʿUzzā verehrt wird.

### Vorislamische Rituale an heiligen Orten
Eidleistungen der vorislamischen Araber fanden an den heiligen Orten, wo die Idole heimisch waren, statt: z. B. im Hima-Bereich von al-Lāt, Manāt, al-ʿUzzā und zwischen Safa und Marwa. Schon in der Dschāhilīya schwor man auch an der Kaaba, am höchsten heidnischen Heiligtum von Mekka. Dass man in der vorislamischen Zeit Gelübde und Eid sowohl am Ort als auch bei der Heiligkeit von Orten, wo sich Idole befanden, abzulegen pflegte, zeigen entsprechende Verszeilen der vor- bzw. frühislamischen Dichter. Solche Opferstätten, ohne Nennung bestimmter Götzen, dienen als Schwurstätten: „ich habe geschworen – an der Stätte, wo die Opfertiere dargebracht werden“ und: „ich habe geschworen – bei dem, dem die Opfertiere zugeführt werden“.
Spuren des alten, vorislamischen Steinkultes sind im Islam, verbunden mit der monotheistischen „Abrahamlegende“, durch die zentrale Bedeutung des „schwarzen Steines“ al-hadschar al-aswad / الحجر الأسود / al-ḥaǧaru ʾl-aswad und des ebenfalls an der östlichen Ecke der Kaaba befindlichen „glücklicheren Steines“, al-hadschar al-as'ad / الحجر الأسعد / al-ḥaǧaru ʾl-asʿad, der nur berührt, aber nicht geküßt wird, nachweisbar.
Den Umlauf machten die vorislamischen Araber um ihre Heiligtümer barfuß oder nackt. Es war nicht erlaubt, den Umlauf in den eignen Kleidern durchzuführen, da diese durch die Berührung mit dem Heiligen ebenfalls Tabu geworden sind und somit im Heiligtum zurückgelassen werden mussten. Zwar sanktionierte der Islam den Tawaf als Teil des Wallfahrtrituals, verwarf aber in Sure 7, 28–30 die oben beschriebene Art des Umlaufs und befahl im darauf folgenden Vers 31: „Ihr Kinder Adams! Legt bei jeder Kultstätte euren Schmuck an, und eßt und trinkt! Und seid (dabei) nicht verschwenderisch“. Bei der Auslegung dieser Koranverse berichten die Koranexegeten einstimmig darüber, dass die Männer am Tage, die Frauen in der Nacht den Umlauf nackt vollzogen haben. Die Formulierung „Legt … euren Schmuck an“ interpretiert die Exegese entsprechend:„legt eure Kleidung an“. Im März 631 ließ Mohammad auf der von Abū Bakr geleiteten Pilgerfahrt bei Mina – der Prophetenbiographie des Ibn Ishaq zufolge – verkünden: „Kein Ungläubiger (kāfir) wird das Paradies betreten, kein Polytheist (muschrik) wird nach diesem Jahr die Wallfahrt durchführen und um das Haus (Kaaba) nackt laufen (dürfen) …“ Damit war die vorislamische Sitte sowohl durch den Koran als auch durch die obigen Prophetenworte endgültig abgeschafft.
Über Spuren des Umlaufs an verehrten Orten im profanen Bereich berichtet der 1702 verstorbene Lokalhistoriker von Taif al-Husain ibn Ali al-Udschaimi, dessen Werk über die zeitgenössischen Nachrichten über die Stadt von einem seiner Nachkommen 1847 publiziert wurde. Die Einwohner von Taif und seiner Umgebung pflegten nicht nur um die Gräber ihrer Vorfahren, sondern auch um das Grab des dort verehrten Koranexegeten der frühislamischen Zeit ʿAbdallāh ibn ʿAbbās den Umlauf zu machen.
Während der Besetzung der Großen Moschee 1979 verschanzte sich eine Gruppe von Rebellen in der Kaaba, die mit Hilfe französischer Spezialeinheiten überwältigt werden konnte. Bei der Explosion einer Bombe ist der Boden des Baus aufgerissen worden; darunter kamen mehrere Idole zum Vorschein, die die saudischen Behörden schnell beseitigten. Über ihren Verbleib ist nichts bekannt.

### Dschinn und Dämonen
Dass es zur Zeit Mohammeds Araber gab, die die Dschinn verehrten, kann aus einigen Koranversen abgeleitet werden. Die Ungläubigen haben sie zu „Teilhabern Gottes gemacht“ (Sure 6, Vers 100) oder sie haben zwischen „ihm (Gott) und den Dschinn eine verwandtschaftliche Beziehung hergestellt.“ (Sure 37, Vers 158). Auch die islamische Tradition weiß über sie zu berichten. Die Banu Mulaih vom Stamme der Chuza'a beteten die Dschinn an – berichtet Ibn al-Kalbi. „Geister und Götter unterscheiden sich nicht ihrer Natur nach, sondern nur durch die Art ihrer Beziehung zu den Menschen; die Geister scheut man und vermeidet ihre Wohnstätten, den Göttern begegnet man mit Zutrauen und sucht ihre Wohnstätten eigens auf, um ihnen Kult zu erweisen und Hilfe zu erlangen“. Im Koran wird nicht die Existenz solcher Wesen in den Glaubensvorstellungen der Araber bestritten, sondern ihre göttliche oder außerirdische Natur. Anzumerken ist, dass die Dschinn – im Gegensatz zu den altarabischen Gottheiten – im Volksglauben der Gegenwart weiterhin lebendig sind. Als Abwehrmittel gegen diese „bösen Geister“ werden nunmehr islamische Elemente eingesetzt: Koranverse zu Beschwörungen und Amulette mit islamischen Motiven und Zaubersprüchen.

## Vorislamische Gottheiten
- Allah (الله), auch ʾIlāh und Lāh „(der) Gott“. Er war schon bei den vorislamischen Arabern Hauptgott.
- Ar-Rahmān (الرحمن) war eine ebenbürtige Bezeichnung für den Hauptgott in al-Yamāma und in Zentralarabien.[49] Noch in der islamischen Zeit ist die Unterscheidung zwischen Allah und Ar-Rahman überliefert. Bei Muhammad ibn Saʿd ist eine Zeile des Dichters Bischr ibn ʿAmr al-Dschārūd aus al-Yamāma überliefert, in der es heißt: „Wir sind in jeder Hinsicht mit Allāhs Religion zufrieden. Wir sind es zufrieden, Allāh und (!) ar-Raḥmān zum Herrn zu haben.“[50]
- Al-Lāt (اللات, اللت), auch ʾIlāt und Lāt „(die) Göttin“. Bereits bei Herodot erscheint diese Göttin als Alilat (Άλιλάτ), die mit Urania verglichen wurde. Der palmyrenische Herrscher Vaballathus وهب اللات / wahb allāt / ‚die Gabe von al-Lāt‘ nannte sich auf Griechisch Athenodoros „Gabe der Athene“, was eine Gleichsetzung beider Göttinnen vermuten lässt. Der Gottheit al-Lāt war ein weißer Granitblock in al-Ṭāʾif geweiht, wo man sie auch „ar-Rabba“[51] (die Herrin) nannte. Der Name taucht auch in altnordarabischen Inschriften mehrfach auf: in safaitischen[52] Felsinschriften wird sie angerufen, Beute und Sicherheit zu gewähren: „ʿAwīdh b. Ḥunain b. Khalaf of the tribe of Qamar. And he has arrived (here). And, O Allāt (grant) plunder and security. And blind him who damages the inscription.“[53] Der safaitische Ursprung der Gottheit wird auch in den neueren Forschung angenommen.[54] Ibn al-Kalbi schreibt: „Al-Lāt befand sich in at-Ta'if. Sie ist jünger als Manāt. Al-Lāt war ein viereckiger Felsblock, bei dem ein Jude Grütze zu zerstoßen pflegte. Ihre Hüter waren die Banū 'Attāb ibn Mālik vom Stamme Thaqif. Sie hatten über ihr einen Bau errichtet. Die Quraisch und alle Araber verehrten sie … Die Anbetung von al-Lāt blieb bestehen, bis der Stamm Thaqif sich zum Islam bekehrte. Der Gesandte Gottes (Gott segne ihn und gebe ihm Heil) sandte al-Mughira ibn Schu'ba; er zerstörte sie und verbrannte sie mit Feuer.“[55] Entsprechend nannten die Araber den Juden, der bei der Gottheit Grütze zu zerstoßen pflegte, al-Lātt und stellten damit eine Verbindung zum Namen des Idols her (Part. Akt. von arab.laṯṯa لث , لت / ‚Getreide zerkleinern/mahlen‘).[56]

Das Idol der Göttin wurde nach der Einnahme Mekkas durch Mohammed und seine Anhänger zerstört. An ihrer Stelle hat man die erste Moschee der Siedlung errichtet. Ihr Himā-Bezirk ist von Mohammed beibehalten und im Islam sanktioniert worden. Vergessen hat man die Gottheit aber nicht. Denn der britische Forschungsreisende und Orientalist Charles Montagu Doughty berichtet im späten 19. Jahrhundert in seinem berühmten Buch: Travels in Arabia Deserta (Bd. II. 511 und 515–516) über Felsblöcke bei at-Taif, welche die Bewohner damals al-'Uzzā, al-Lāt und Hubal nannten und bei denen sie in Krankheitsfällen heimlich Hilfe suchten.
- al-ˤUzzā (العزّى ‚die Stärkste‘). Sie wurde in einer nabatäisch-griechischen Inschrift auf der Insel Kos mit Aphrodite verglichen.[59] Ihr Heiligtum in Suqām im Wadi Ḥurāḍ bei Nakhla bestand aus drei Samura-Bäumen (Schirmakazie) und einem heiligen Stein mit einer Höhle, in die das Blut der Opfertiere gegossen wurde, worüber noch Ibn Hischam in seiner Prophetenbiographie (sira) nach Ibn Ishāq zu berichten weiß. Die Ghatafan und andere Stämme in der Nähe des vorislamischen Yathrib verehrten sie.[60] Bei den Lachmiden von Hira wurde sie ebenfalls verehrt. König Mundhir IV schwor bei ihr, sein Vorgänger Mundhir III opferte ihr vierhundert gefangene Nonnen und bei einer anderen Gelegenheit den Sohn seines Gegners, den er gefangen genommen hatte. Ibn al-Kalbi schreibt: „Sie ist jünger als al-Lāt und Manāt. … Die Araber und die Quraisch benannten (ihre Kinder) mit den Namen 'Abd al-'Uzzā. Sie war das höchste Idol bei den Quraisch. Sie pflegten sie zu besuchen, ihr Geschenke zu bringen und bei ihr zu opfern. Wir haben gehört, dass der Gesandte Gottes (Gott segne ihn und gebe ihm Heil) sie eines Tages erwähnte; er sagte: ‚Ich habe al-'Uzzā ein rötlich weißes Schaf dargebracht, zur Zeit da ich mich noch zum Kulte meines Volkes bekannte‘. Die Quraisch pflegten die Kaaba zu umkreisen, indem sie sagten: „Bei al-Lāt und bei al-'Uzzā und bei Manāt, der dritten, der anderen! Sie sind die allerhöchsten Schwäne und auf ihre Fürbitte (bei Gott) darf man hoffen“. Die Quraisch hatten ihr ein himā geschaffen, in einer Bergschlucht des Wadi Hurād, namens Suqām. Sie schufen damit ein Seitenstück zum Haram, dem heiligen Bezirke der Kaaba … al-'Uzzā besaß einen Schlachtplatz, auf dem ihre Opfer geschlachtet wurden; er hieß al-Ghabghab.“[61] Nach der Eroberung Mekkas verschwand ihr Kult ebenso, wie die mit 'Uzzā gebildeten Eigennamen. Reste ihrer Verehrung sind aber noch im 19. Jahrhundert bei al-Ta'if beobachtet worden (siehe oben: al-Lāt).
- Manawat, Manāt (منوة, مناة ‚Schicksal‘). In der Antike wurde sie mit Tyche und Nemesis gleichgestellt. Ein ihr geweihter großer schwarzer Stein befand sich an der Küste bei Qudayd (zw. Medina und Mekka). Ibn al-Kalbi schreibt: „Als 'Amr ibn Luhayy den Götzendienst eingeführt hatte, da bekannten sich nun die Araber zum Kultus der Idole. Sie dienten ihnen und nahmen sie sich zu Göttern. Das älteste von ihnen allen war Manāt. Die Araber pflegten die Namen 'Abd Manāt und Zaid Manāt zugeben.“[62]
- Hubal (هبل) Er wurde von den nordarabischen Nabatäern verehrt, wie eine Inschrift bezeugt, in der er mit zwei anderen nordarabischen Gottheiten genannt wird.[63] Auch die islamischen Historiker verweisen auf den nordarabischen Ursprung von Hubal. Etymologisch kann der Name aus dem Arabischen nicht abgeleitet werden. In der Forschung wird vermutet, der Name sei mit ha-Ba'al verwandt.[64] In Mekka wurde er in der Kaaba verehrt und er war der Herr der dortigen sieben Orakelpfeile. Ibn al-Kalbī schreibt: „Soviel ich gehört habe, war Hubal von rotem Karneol, in Menschengestalt, mit einer zerbrochenen Rechten. Die Quraisch hatten ihn dergestalt bekommen; aber sie verfertigten ihm nun eine Hand aus Gold. Er befand sich im Innern der Kaaba.“[65] Als den Hauptgott der Mekkaner pries ihn Abū Sufyān ibn Harb am Tage seines Sieges bei Uhud: „Hoch Hubal!“ d. h. dein Kultus sei erhöht.[66] Seine Bedeutung für die Mekkaner unter den Götzen und seine Verehrung in der Kaaba selbst dürften – so die Annahme von Julius Wellhausen – in den vorislamischen Glaubensvorstellungen und Riten den Weg zu einem allgemein anerkannten, universellen Gott (Allah) geebnet haben.[67]
- Isāf und Nāʾila (إساف ونائلة). Vorislamisches Pilgerpaar, das in der Kaaba Unzucht trieb und deshalb versteinert wurde. Ibn al-Kalbī schreibt: „Sie kamen als Pilger nach Mekka und fanden eine einsame Stelle im Tempel und wurden von den Leuten nicht beachtet. Da trieb er Unzucht mit ihr im heiligen Hause, worauf sie in zwei Steine verwandelt wurden.“[68] Ein Stein wurde beim Brunnen Zamzam, der andere an der Kaaba aufgestellt und verehrt. Die Quraisch haben dort Opfergaben dargebracht. Der mekkanische Lokalhistoriker Al-Azraqī (gest. 837) berichtet in seiner Stadtgeschichte von Mekka folgendes: „Sie sind dann aus der Kaaba entfernt worden. Den einen stellte man bei (den Hügeln) as-Safa, den anderen bei al-Marwa auf. Man stellte sie darum dort auf, damit die Leute sich ihrer erinnern und davon abgehalten werden (zu tun), was diese zwei begangen haben und damit sie sehen, was aus ihnen geworden ist. Nach einiger Zeit wurden sie angefaßt; wer bei as-Safa und al-Marwa (während der Wallfahrtszeremonien) Station machte, berührte sie. So wurden sie zu Götzen, die man verehrte.“[69] Abū Sufyān b. Ḥarb, einer der bekanntesten Widersacher Mohammeds, brachte kurz vor der Eroberung Mekkas durch die Muslime bei diesen Idolen Haaropfer dar, schlachtete Tiere für sie und gelobte, bis zu seinem Tode ihnen zu dienen.[70] Das Haus von Al-Arqam ibn Abī l-Arqam, in dem Mohammed während der mekkanischen Periode der Prophetie Zuflucht fand, stand in der Nähe von Isāf bei as-Safā. Nach der Entfernung der Idole blieben die beiden Hügel auch im Islam Ziele der Pilgerfahrt. Denn as-Safa und al-Marwa الصفا والمروة / aṣ-Ṣafā wa-ʾl-Marwa, verbunden mit dem vorislamischen Brauch, zwischen den beiden Hügeln, wo die Götzen standen, zu laufen, haben im islamischen Ritus der Wallfahrt ihren festen, ja, durch die Offenbarung sanktionierten Platz bekommen.[71] In Sure 2 (al-Baqara), Vers 158, der sich auf Bedenken der Muslime bezieht, den althergebrachten Lauf zwischen den beiden Hügeln im islamischen Wallfahrtsritual weiterhin mitzumachen[72] heißt es:

„as-Safā und al-Marwa gehören zu den Kultsymbolen Gottes. Wenn einer die (große) Wallfahrt zum Hause (der Ka'ba) oder die Besuchsfahrt ('umra) vollzieht, ist es für ihn keine Sünde, bei ihnen den Umgang zu machen.“
Die Koranexegese sieht in diesem Vers die Ergänzung zum Gebot des Umgangs um die Kaaba in Sure 22, Vers 29: … und den Umgang um das alt(ehrwürdig)e Haus machen.
Das von den Koranexegeten und Traditionariern überlieferte Bedenken der Muslime gegen die weitere Ausübung der allgemein praktizierten vorislamischen Sitte, den Lauf bzw. den Umlauf an den beiden Hügeln zu machen, ist somit durch den obigen Koranvers ausgeräumt worden. Mohammed hat diese vorislamische Sitte durch seine eigenen Worte als Teil der Wallfahrtszeremonien, als Sunna, bekräftigt: „Gott betrachtet weder eure Pilgerfahrt noch eure kleine Wallfahrt ('umra) als vollständig, solange ihr den Umlauf um die beiden (Hügel) nicht macht.“ Die kleine Pilgerfahrt ('umra) vollzog Mohammed mit seinen Anhängern noch vor der Eroberung Mekkas, zu einem Zeitpunkt, als die heidnischen Idole bei Safa und Marwa standen und wo der Prophet Opfertiere darbrachte. Der Islam bezieht den kultischen Lauf zwischen den beiden Hügeln auf Hāǧar, die Mutter Ismails, die verzweifelt Wasser gesucht hatte und schließlich den Brunnen Zamzam fand.
- al-Chamīs (الخميس) war ein von den Banū Sulaim, die gute Handelskontakte zu Medina hatte und von den Chazradsch verehrtes Idol. Wie bei der Gottheit al-Manāt hat man auch bei al-Khamis Eid geleistet.[75]
- Manāf (مناف) Eine griechische Inschrift ruft den Gott Zeus Manaphe (Ζεῦ Μαναφε) an. Er soll, gemäß at-Tabarī, der vornehmste Gott in Mekka gewesen sein. Die Quraisch bildeten damit theophore Namen, wie 'Abd Manāf; er war der Ururgroßvater des Religionsgründers Mohammed. Seine Verehrung wird auch in nordarabischen Inschriften dokumentiert.[76]
- Quzaḥ (قزح) Donnergott, dessen Namen im arab. Wort qaus quzaḥ (قوس قزح ‚Regenbogen‘) erhalten ist. Er wurde auf dem gleichnamigen Berg bei al-Muzdalifa verehrt, wo ein ständiges Feuer brannte. Der Berg hat noch heute in der Wallfahrt eine Bedeutung. Heute steht eine hell erleuchtete Moschee auf dem Berg. Yaqut berichtet in seinem Geographischen Wörterbuch (s. n. q – z – h), dass Quzaḥ eine Anhöhe bei al-Muzdalifa ist, wo die Quraisch einen Ḥimā-Bezirk in der vorislamischen Zeit schufen. Der Islam hat den Namen behalten; es ist der Ort, an dem der Vorbeter (imam) während der Wallfahrtszeremonien steht.[77]
- Nuhaj Šams (شمس ‚Sonne‘). Sonnengott. In thamudischen Inschriften wird er mit nhy šms ʿly (Nuhaj, hohe Sonne) angerufen. Der Gott wird in assyrischen Texten Nuḫāi genannt.
- Nuhm (نهم) war ein Idol des Stammes der Muzaina südlich von Medina.[78] Nach ihm prägten sie den Namen ʾAbd Nuhm. Das Fleisch der dort dargebrachten Opfertiere sollte gemäß einem Vers bei Ibn al-Kalbi nicht verzehrt werden.[79]
- Saʿd (سعد ‚Glück‘). Ihm war ein großer Fels in der Küstengegend von Jidda, der Hafenstadt von Mekka, geweiht, der zwei Familien der Kinana gehörte. Man pflegte bei ihm Tieropfer darzubringen und das Blut auf den Götzenstein auszugießen.[80]
- al-Fals (الفلس) Ein menschenähnlicher roter Fels in Südarabien war ihm geweiht und ein König von Ġassān soll ihn mit den beiden Schwertern Miḫḏam und Rasūb umgürtet haben. Der heilige Bezirk (al-ḥimā) der Gottheit war als Asylort unverletzlich.[81]
- Ruḍāʿ (رضاء ‚Gunst‘). Göttin der Banu Rabīˤa. Möglicherweise wurde sie bereits bei Herodot Orotalt (Όροτάλτ) genannt, der sie mit Dionysos verglich. Bekannt war sie auch bei den Assyrern, die die arabische Gottheit Ruldāiu nannten. In Thamud erhielt die Gottheit, deren Geschlecht nicht klar ist, Erstlingsopfer und wurde um Regen angefleht. In safaitischen Inschriften wird diese Gottheit mehrfach angerufen, um persönliche Sicherheit zu garantieren: „By Ṣārid b. Ādam b. Ẓāʿin of the tribe of (…). And he set it (up). And, O Ruḍā, (grant) security this year from enemies.“[82] In Palmyra erscheint sie in Personennamen.[83]
- ḏū-l-Šarā (ذو الشرى ‚der von Šarā‘). Nabatäischer Gott, der mit Dionysos gleichgesetzt wurde. Ein Unterstamm der Azd verehrte ihn und lagerte an seinem Hima: Ibn al-Kalbi zitiert dazu eine Verszeile: „Wir haben uns gelagert rings vor Ḏū ʾš-Šarā / und unser starkes, gewaltiges Heer spaltete den Feinden die Köpfe.“[84] Die Gottheit hatte gemäß Ibn Hischam in der Prophetenbiographie des Ibn Ishaq eine Kaaba mit einem heiligen Gebiet (Ḥimā). Sowohl im Nabatäischen als auch im Arabischen bildete man damit theophore Namen:ʿAbddūsharā, Taymdūsharā bzw. ʿAbd dhī Sharā.[85] In safaitischen Inschriften erscheint diese Gottheit – zusammen mit al-Lāt – und wird gebeten, Sicherheit zu garantieren: „(…) b.ʿĀmir b. Tiyāshat b. ʿAtīq b. Badan b. Ẓānin b. Ḥarām b. ʿAwīdh b. Wahabʾel and (…) O Allāt and Dhū Sharā (grant) security, but the evil eye (be) on the loved one of him who effaces the inscription.“[86] Theodor Nöldeke nimmt mit J. Wellhausen an, dass der Name ursprünglich eine Landschaftsbezeichnung gewesen ist.[87]
- Dhū l-Chalasa (ذو الخلصة) Er wurde als ein weißer Stein bei Tabāla, zwischen Mekka und dem Jemen, verehrt. Auf dem Stein war eine Art Krone eingemeißelt. Ibn al-Kalbi schreibt: „Einer von ihnen (d. i. von seinen Verehrern) sprach: ‚Wenn du, o Ḏū ʾl-Ḫalaṣa, der zu einer Blutrache verpflichtete wärest, gleich mir, und wenn dein Vater der Begrabene wäre, dann hättest du dich nicht in Falschheit das Töten der Feinde verboten.‘ – Der Vater dieses Mannes war getötet worden. Er wollte nun sein Verlangen nach Rache befriedigen, deshalb kam er zu Ḏū ʾl-Ḫalaṣa und schüttelte vor ihm die Orakelpfeile, aber er zog den verbietenden Lospfeil. Da dichtete er die erwähnten Verse“.[88] Der berühmte vorislamische Dichter Imruʾal-Qais (gest. vor 550), der Sohn eines Fürsten des Stammes Kinda,[89] der Rache für die Ermordung seines Vaters nehmen wollte und das Ereignis in einem bekannten Gedicht besang, befragte die Lospfeile bei diesem Idol. Als er aber den Pfeil mit dem Verbot (an-nahy) zog, zerbrach er ihn und rüstete sich weiterhin auf die Blutrache. Ibn al-Kalbi schreibt: „Jedesmal zog er den ‚verbietenden‘ Pfeil. Da zerbrach er alle drei und schlug damit dem Götzen ins Gesicht, indem er sagte: ‚Mögest du das Glied deines Vaters beißen! Wenn dein Vater getötet worden wäre, dann hättest du mich nicht zurückgehalten.‘“[90] Das Heiligtum nannte man, nach einem Bericht von Ibn Sa'd, einem Schüler von al-Waqidi als die Ka'ba al-yamāniyya (die jemenitische/südliche Ka'ba), um sie von der Ka’ba asch-schāmiya (die syrische/nördliche) Ka'ba zu unterscheiden. Zur Zeit des Ibn al-Kalbi bildete der Stein dieses Idols die Türschwelle der Moschee von Tabāla.[91] Bekannt war die Gottheit auch in der Gegend von Taif, wo sie von den Banu Zahran und Daus verehrt wurde. Der Herausgeber von al-Azraqi's oben genannter Stadtgeschichte Mekkas, der saudische Gelehrte Ruschdi as-Salih berichtet im Anhang dieses Werkes über die Existenz dieser Gottheit im frühen 20. Jahrhundert wie folgt: „Als seine Majestät Abd al-Aziz al-Faisal Al Sa'ud König von Saudi-Arabien den Hidjaz im Jahre 1343 H. besiegte, ernannte er Abd al-Aziz ibn Ibrahim zum Gouverneur der Region von Taif. Er beauftragte ihn, mit einer Expedition seiner Majestät die in den Bergen des Hidjaz ansässigen Stämme zu unterwerfen. Nachdem die Truppe die Stämme der Banu Zahran, die im nach ihnen benannten Wadi lebten, besiegte, zog sie im II. Rabi' 1344 H. weiter in Richtung der Gebirgslandschaft der Banu Daus. Im Dorf namens Tharuq waren noch die Mauern des Baus von Dhu 'l-Chalasa erhalten. Daneben stand der Baum (genannt 'al-'Abla'). Die Expedition verbrannte den Baum und zerstörte das Gebäude. Die Trümmer warf man ins Tal hinab. Einer, der die Expedition begleitete, berichtet, dass der Bau von Dhu 'l-Chalasa so mächtig war, dass mehr als vierzig Männer einen einzigen Stein davon zu bewegen vermochten. Seine Festigkeit zeugt von großer Erfahrung und Kenntnis im Bauwesen.“[92]
- Dhu ’l-kaffain ذو الكفين / ‚Der Zweihändige‘ war ein weiterer Götze der Banu Daus. Als sie sich zum Islam bekehrt hatten, sandte Mohammed ein Stammesmitglied aus, der den Götzen verbrannte.[93]
- Wadd (ود ‚Freund‘). Sabäischer Gott, der auch von den Arabern verehrt wurde.[94][95] Bei Ibn al-Kalbi wird er wie folgt beschrieben: „Wadd war die Statue eine Mannes, groß, wie das Größte, was an Männern existiert. Zwei Gewänder waren auf ihn gemeißelt; ein Gewand trug als izār, d. h. als Übergewand, und das andere als ridā, d. h. als Obergewand. Er hatte ein Schwert umgürtet und trug einen Bogen auf der Schulter. Vor sich hatte er eine Lanze mit einer Fahne und einem ledernen Köcher mit Pfeilen drin.“[96] Es ist anzumerken, dass die zwei Kleidungsstücke des muslimischen Pilgers im Zustand des ihram dieselben Namen haben. An einer anderen Stelle des Götzenbuches erwähnt der Verfasser, dass diese Gottheit auch vom Stamme der Kalb im Norden der Arabischen Halbinsel verehrt wurde. Ein näher nicht genannter Dichter soll, wohl schon in der frühislamischen Zeit, gesprochen haben: „Wadd erhalte dich am Leben; Denn uns ist nicht mehr erlaubt das Spiel mit den Frauen, da es mit der Religion ernst geworden ist.“[97] Feste an den Wallfahrtsstätten waren auch bei der Gottheit Wadd, die sowohl „Liebe, Zuneigung“ als auch „Liebender, Freund“ bedeuten kann,[98] üblich. Die Verszeile zeigt, „wie der Islam hier einschneidend und schroff eingriff.“[99] Dass der Name Wadd im islamischen Schrifttums durch den Begriff rabb (Herr / Herrgott) im monotheistischen Sinne ersetzt wurde, hat bereits Nöldeke hervorgehoben.[100]
- ʿĀʾim (عائم) war eine Gottheit wahrscheinlich nabatäischen Ursprungs aus der Gegend von Hauran,[101] die auch von den Azd verehrt wurde.[102] Bei Ibn al-Kalbī ist eine Verszeile des Dichters Zaid al-Ḫail, Zaid ibn Muhalhil, dem Haupt der Banū Nabhān, der kurz vor seinem Tode den Islam angenommen haben soll,[103] erhalten, in dem er bei dieser Gottheit schwört: „berichte doch, wen hast du denn getroffen, als du sie in die Flucht geschlagen (hast), ohne auch nur zu wissen, was ihr Kennzeichen ist. Nein, bei ʿĀʾim!“[104]
- ʾUmyanisu (عميانس) war ein Götze, den der Stamm der jemenitischen Khaulan zwischen Sanaa und Marib verehrte. Ibn al-Kalbī berichtet: „Sie teilten ihm von ihrem Vieh und von ihrer Ernte einen Teil zu, der (in gleicher Größe) ihm und Allah (groß und erhaben ist er) zufallen sollte, wie sie behaupteten.“[105] Auf diese heidnische Sitte bezieht sich auch Sure 6, Vers 136: „Und sie (d. h. die Ungläubigen) haben Gott einen Anteil bestimmt von dem, was er an Getreide und Vieh hat wachsen lassen. Und sie sagen: ‚Dies steht Gott zu‘ – (so) nach ihrer Behauptung – und dies unseren Teilhabern.“ Nicht nur bei Ibn al-Kalbi, sondern auch in der Koranexegese wird dieser Vers mit Verweis auf die oben geschilderte Sitte erläutert. Die Banu Khaulan pflegten den Götzen in der Dürre mit Opfern um Regen anzuflehen. Dieser Brauch ist im Islam durch das „Regengebet“ salat al-istisqa' / صلاة الاستسقاء / ṣalātu ʾl-istisqāʾ sanktioniert worden.[106]
- al-Uqaiṣir (الأقيصر). Der etymologische Ursprung und die Bedeutung des Namens liegen im Dunkeln. Yaqut versteht die Namensform als Diminutiv von aqṣar „der kürzeste, der kleinste“.[107] Dieses Idol haben die Nordaraber, die Quḍāʿa und Ġaṭafān, verehrt; man pilgerte zu ihm, umkreiste ihn und brachte ihm Haaropfer und Speisen dar. Ibn al-Kalbi zitiert hierzu eine Verszeile: „Ich schwöre feierlich bei den heiligen Steinen von al-Uqaiṣir / und bei der Stelle, wo die Vorderhäupter und die Läuse wegrasiert werden.“[108] Eidleistungen waren auch an anderen heiligen Orten, oder im Namen der Gottheiten üblich. Im Islam ist die Eidleistung (ḥilf) bei der Kaaba und am minbar Mohammeds die wichtigste Form des Eides.[109]
- Suʿair (سعير) war das Idol des Stammes ʿAnaza, der dort Tieropfer darzubringen pflegten und den Umlauf um den Götzen machten.[110] Die ʿAnaza existieren heute noch.[111]
- Suwāˤ (سواع) Er hatte ein Heiligtum bei Yanbuˤ, dem Hafen von Medina.[112]
- Nasr (نسر ‚Adler‘). Sabäischer Gott, der auch von den Arabern verehrt wurde.[113][95]
- Wadd(ودّ): siehe oben;
- Yaghūth (يغوث); „Helfer“[114]
- Yaʿūq (يعوق);

Diese letzten fünf Götzen haben im vorislamischen Ahnenkult ihren Platz erhalten. Denn in einer isoliert stehenden Überlieferung berichtet Ibn al-Kalbi über sie wie folgt:
„Wadd, Suwāʿ, Yaghūth, Yaʿūq und Nasr waren fromme Leute. Sie starben in einem und demselben Monate. Ihre Verwandten waren sehr betrübt. Da sagte ein Mann von den Banū Qabīl: ‚O meine Volksgenossen! Soll ich euch fünf Götzen anfertigen nach ihrem Bilde? Nur kann ich ihnen natürlich keinen Lebensodem einhauchen.‘ Sie antworteten: ‚Ja!‘. Da schnitzte er ihnen fünf Götzen nach ihrem Bilde und stellte sie auf für sie. Nun pflegte ein jeder zu seinem Bruder, zu seinem Onkel und seinem Vetter zu kommen, sie zu verehren und um sie herumzulaufen…Dann kam eine andere Generation, die die Götzen mit noch größerer Verehrung ehrte als diese erste.“
Den Götzen Yaghuth trugen die Araber auf ihren Schlachten mit; bei Ibn al-Kalbi sind darüber zwei Verszeilen erhalten: „Jaġūṯ zog mit uns gegen die Murād. / Und wir kämpfen gegen sie vor dem Morgengrauen.“ Man bildete mit Yaghuth theophore Namen wie ʿAbd Yaghūth „Diener des Yagūth“. Der Bruder von Āmina bint Wahb, der Mutter des Propheten Mohammed trug diesen Namen.
Die Araber bildeten mit Wadd auch theophore Namen wie 'Abd Wadd „Diener des Wadd“. Ihre Geschichte wird im Koran in die Zeit von Noah verlegt; Sure 71, Verse 23–24 belegen, dass ihre Namen und Bedeutung noch zur Zeit Mohammeds lebendig gewesen sein müssen: „Und sie sagten: ‚Gebt doch nicht eure Götter auf! Gebt weder Wadd auf, noch Suwāʿ, noch Yaghūth, Yaʿūq oder Nasr! Und sie haben viele irregeführt.‘“ Diese Sure, die ein Fragment zu sein scheint und in der Noah gegen die Götzen polemisiert, verband die islamische Traditionsliteratur mit der Sintflutsgeschichte und mit den eigenen arabischen Legenden über die Einführung des Götzenkultes. Denn es war der bereits genannte 'Amr ibn Luhaiy, der am Meeresufer von Dschidda diese fünf Götzen ausgrub und sie nach Tihama brachte. Diese legendenhafte Person als angeblicher Vater des Götzenkultes und sein Schicksal blieben den Arabern lange in Erinnerung. Denn man lässt den Propheten wie folgt sprechen: „Die Hölle wurde mir nahegebracht und ich sah 'Amr, einen kurzen Mann mit heller Haut und blauen Augen, der seine Eingeweide im Höllenfeuer schleifte … Er veränderte die Religion Ibrāhīms und forderte die Araber zur Anbetung der Götzenbilder auf.“

## Der Götzenkult im Hadith
In der Traditionsliteratur ist die uneingeschränkte Ablehnung der vorislamischen Idole (ṣanam/aṣnām) in vielen Aussprüchen, die dem Propheten zugeschrieben werden, nachweisbar. In den Kapiteln des Hadith wird der Handel mit Wein, Schweinefleisch, dem Fleisch von verendeten Tieren und mit Idolen untersagt. Sure 17 Vers 81 des Korans soll gemäß der Koranexegese (Tafsīr) im Zusammenhang mit der Zerstörung der 360 Idole, die in und bei der Kaaba aufgestellt waren, anlässlich der Eroberung Mekkas (630) entstanden sein: „Die Wahrheit ist (mit dem Islam) gekommen, und Lug und Trug (des Unglaubens) (w. was nichtig ist) sind verschwunden. Lug und Trug schwinden (immer) dahin.“ Entsprechend wird „Lug und Trug“ in der Koranexegese kurz mit Schirk gleichgesetzt.
Die schon im Vorislam gebräuchliche Aufrufung der Gottheiten ersetzt der streng monotheistisch ausgerichtete Islam durch die Aufrufung des Herrn aller Herren (rabbu 'l-arbāb), der „alle Idole und Götzen im Lande besiegt hat“.

## Liste altarabischer Gottheiten
| Gott, Idol       | arabisch                   | Stamm                      | Kurzbeschreibung | Ibn al-Kalbi                   | Koran               |
| ---------------- | -------------------------- | -------------------------- | --- | ------------------------------ | ------------------- |
| Allah ʾIlāh, Lāh | الله ‚(der) Gott‘          | Araber                     | Vorislamischer Hauptgott |                                |                     |
| al-Lāt ʾIlāt Lāt | اللات, اللت ‚(die) Göttin‘ | Araber                     | weißer Granitblock in al-Ṭāʾif | al-Lāt                         | Sat. Verse          |
| al-ʿUzzā         | العزّى ‚die Stärkste‘       | Araber                     | Heiligtum in Suqām im Wadi Ḥurāḍ | al-ʿUzzā                       | Sat. Verse          |
| Manawat, Manāt   | منوة مناة ‚Schicksal‘      | Araber                     | schwarzer Stein an der Küste bei Qudayd (zw. Medina und Mekka)                                                                                            | Manah                          | Sat. Verse          |
| Hubal            | هبل                        | Quraisch Nabatäer          | Herr der 7 Orakelpfeile in der Kaaba, Abū Sufyān ibn Harb: Hauptgott der Mekkaner                                                                         | siehe al-ʿUzzā                 |                     |
| Isāf und Nāʾila  | إساف ونائلة                | Quraisch                   | Vorislamisches Pilgerpaar, das wegen Unzucht in der Kaaba versteinert, bei den Hügeln as-Safa und al-Marwa aufgestellt und von den Pilgern verehrt wurde. | Isaf und Na’ila siehe al-ʿUzzā | Sure 2:158, Haddsch |
| Manāf            | مناف                       | Quraisch                   | at-Tabarī: Der vornehmste Gott von Mekka | siehe al-ʿUzzā                 |                     |
| Quzaḥ            | قزح                        |                            | Donnergott, der auf dem gleichnamigen Berg bei Muzdalifa verehrt wurde. Muzdalifa ist bis heute Bestandteil des Haddsch.                                  |                                |                     |
| Nuhay Šams       | شمس ‚Sonne‘                | Thamud                     | Sonnengott |                                |                     |
| Nuhm             | نهم                        | Muzaina                    | südlich von Medina | Nuhm                           |                     |
| Saʿd             | سعد ‚Glück‘                | Kinana                     | großer Fels bei Jidda | Saʿd                           |                     |
| Sūwāʿ            | سواع                       | Hudhayl                    | Heiligtum bei Yanbuʿ, dem Hafen von Medina | Suwaʿ                          | Noach               |
| al-Fals          | الفلس                      | Tayyi'                     | roter Fels in Südarabien | al-Fals                        |                     |
| Ruḍā             | رضى ‚Gunst‘                | Rabiʿa Thamud              | | siehe al-ʿUzzā                 |                     |
| ḏū š-Šarā        | ذو الشرى ‚der von Šarā‘    | Nabatäer                   | mit Dionysos gleichgesetzt | Dhu asch-Schara                |                     |
| ḏū l-Ḫalaṣa      | ذو الخلصة                  |                            | weißer Stein bei Tabāla zwischen Mekka und Sana'a | Dhu l-Chalasa                  |                     |
| Wadd             | ود ‚Freund‘                | Sabäer, Minäer             | | Wadd                           | Noach               |
| Nasr             | نسر ‚Adler‘                | Sabäer                     | | Nasr                           | Noach               |
| al-Uqaiṣir       | الأقيصر                    | Nordaraber, Quḍāʿa Ġaṭafān | | al-Uqaysir                     |                     |
| Suʿair           | سعير                       | ʿAnaza                     | | Su’ayr                         |                     |
| Yaghuth          | يغوث ‚er hilft‘            |                            | | Yaghuth                        | Noach               |
| Ya’uq            |                            |                            | | Ya’uq                          | Noach               |